# Gyllene Cirkeln
Gyllene Cirkeln, The Golden Circle, war ein Jazzclub, der von 1962 bis 1967 im ABF-Haus (ABF ist das schwedische Arbeiterbildungswerk, eine Art Volkshochschule) in Stockholm, Sveavägen 41, bestand. 
Vor der Öffnung des Gyllene Cirkeln fanden Jazzkonzerte in Stockholm vornehmlich in Kellerclubs, Vergnügungsparks und Tanzsälen statt (wie dem Nalen). In Schweden war Jazz (der Swingrichtung) in den 1950er Jahren als Tanzmusik sehr beliebt. Nachdem der Swing auch hier zunehmend von Pop und Rock ’n’ Roll verdrängt wurde und eine neue Generation schwedischer Jazzmusiker progressivere Stile des Modern Jazz spielte, kam die Eröffnung des Golden Circle 1962 gerade richtig. Zahlreiche ausländische Gastmusiker fanden hier einen adäquaten Aufführungsort und veröffentlichten dort Live aufgenommene Platten, die mit dem Zusatz ...at the Golden Circle den Club in der Erinnerung festhalten. Allen voran die berühmte Aufnahme des Ornette Coleman Trios (mit David Izenzon und Charles Moffett senior) At the Golden Circle Stockholm (Blue Note Records, 2 LP, 1965). Im ABF-Haus gibt es heute eine ständige Fotoausstellung zum Club.

## Auswahl-Liste der dort aufgetretenen Musiker
| - Cat Anderson - Albert Ayler - Don Byas - Don Cherry - Ornette Coleman - Lou Donaldson - Kenny Dorham | - Bill Evans - Art Farmer - Dexter Gordon - Johnny Griffin - Jim Hall - Coleman Hawkins - David Izenzon | - Keith Jarrett - Thad Jones - Krzysztof Komeda - Charles Lloyd - Jack McDuff - Charles Moffett - Sunny Murray | - Pink Floyd - Bud Powell - George Russell - Shirley Scott - Stuff Smith - Archie Shepp - Sonny Stitt | - Idrees Sulieman - Steve Swallow - Cecil Taylor - John Tchicai - Lucky Thompson - Stanley Turrentine - Ben Webster |

Aus der schwedischen Jazz-Szene z. B.:
| - Palle Danielsson - Arne Domnérus - Börje Fredriksson - Rolf Billberg - Bosse Broberg | - Rolf Ericson - Lars Gullin - Bengt Hallberg - Jan Johansson - Fredrik Norén | - Bernt Rosengren - Lars Sjösten - Eje Thelin - Lars Werner - Monica Zetterlund |